# Kanton Soisy-sous-Montmorency
Kanton Soisy-sous-Montmorency (fr. Canton de Soisy-sous-Montmorency) byl francouzský kanton v departementu Val-d'Oise v regionu Île-de-France. Tvořily ho tři obce. Zrušen byl po reformě kantonů 2014.

## Obce kantonu
- Andilly
- Margency
- Soisy-sous-Montmorency